# Affrètement (marine)
Pour les articles homonymes, voir Affrètement.
L'affrètement (freighting, chartering en anglais) est la location d'un navire selon un contrat d'affrètement passé entre le fréteur et l'affréteur.

## Types d'affrètements

### Affrètement simple
(Slot sale en anglais). Il s'applique surtout au cas du tramping, mode d'affrètement généralement utilisé pour les pétroliers et les vraquiers. Il se décline en trois principaux types de contrat :
- Affrètement à temps (time charter en anglais) : se définit comme le contrat par lequel le fréteur met à la disposition de l'affréteur un navire armé, équipé et doté d'un équipage complet pour un temps défini par la charte-partie, cela en contrepartie d'un fret. L'affréteur assure la gestion commerciale tandis que le fréteur conserve la gestion nautique.

- Affrètement coque-nue (bareboat charter en anglais) : se définit comme le contrat par lequel le fréteur met à disposition de l'affréteur un navire sans armement, ni équipement ou avec un équipement et un armement incomplets, cela en contrepartie d'un fret, moins important que celui demandé pour l'affrètement à temps. L’affréteur dispose donc de la gestion nautique et commerciale. Il est responsable des dommages subis par le navire durant son exploitation, mais le fréteur reste responsable des dommages subis par la marchandise du fait d’un défaut initial de navigabilité ou d’un vice propre du navire.

L'affrètement à temps et l'affrètement coque-nue ont tous les deux une finalité économique commune qui est l'exploitation du navire.
- Affrètement au voyage (voyage charter en anglais) : se définit comme le contrat par lequel le fréteur s'engage, en contrepartie d'un fret, à mettre à disposition un navire armé tout en en conservant la gestion nautique et commerciale : il reçoit dans ce cas la marchandise de l'affréteur à bord de son navire qu'il déplace d'un port maritime à un autre. Il ne faut pas confondre l'affrètement au voyage et le contrat de transport maritime, le premier est une mise à disposition de matériel et le second une prestation de service ; cela est différent même s'il y a des similitudes.

L'affrètement au voyage a pour finalité économique le déplacement du navire et non son exploitation.

### Affrètement croisé
(slot swap en anglais)
L'affrètement d'espace croisé est exclusivement employé par les armateurs de lignes régulières contrairement à l'affrètement d'espace simple. La formation d'une ligne régulière mobilise des capitaux importants pour une rentabilité assez faible. Cela a donc conduit les armateurs à s'associer pour constituer des flottes communes (consortium de ligne régulière) ; de ce fait les risques sont allégés, et les offres sont plus grandes et meilleur marché. Les armateurs s'échangent des espaces sur leurs navires respectifs, cela réciproquement, à hauteur de l'apport de chacun dans le consortium. 
Exemple: Navire A met 50 % de l'espace de son navire à disposition des navires B et C, qui eux mettent 25 % chacun de leur espace respectif au service de A, alors navire A disposera de 25 % de B et 25 % de C (l'équivalent de ses 50 % de mise à disposition) et navire B aura 25 % de l'espace du navire A ainsi que navire C qui aura également 25 % d'espace du navire A.
Chacun récupère un espace de chargement équivalent à son propre apport au sein du consortium de ligne.